# Duinvliet (Haarlem)
Duinvliet is een stadspark annex bos gelegen in Haarlem. Het bos is 11 hectare groot en in het beheer van Staatsbosbeheer. Het bos ligt in Haarlem Zuid-West in het Westelijk Tuinbouwgebied in de wijk Duinwijk en is gelegen op de nabij de grens met gemeente Bloemendaal. Het park wordt doorsneden door het Duinvlietspad, dat vanaf de Houtvaart richting de Elswoutlaan loopt, daar waar Landgoed Elswout is gelegen.

## Geschiedenis
Op een kaart uit de periode 1610 - 1615 van Balthasar Florisz. van Berckenrode wordt de plek van het houten jachtslot Tetrode of Tetroo op de plek van Duinvliet ingetekend. Er wordt dus gedacht dat dit jachtslot in Duinvliet heeft gelegen. Echter worden ook andere locaties als mogelijkheid gezien.
In 1722 verkreeg Haarlem de jurisdictie toe over het huidige Duinvliet, het wilde een einde maken aan de "slappe justitie" in het gebied.

## Buitenplaatsen
In het Duinvliet lagen twee hofstedes, te weten de Bollenhofstede en Duinvliet.

### Duinvliet
In 1590 stond op het terrein een duinmeierswoning. Voor 1682 was de Amsterdamse burgemeester Joan Munter eigenaar van een hofstede op dat terrein. In 1682 kwam de hofstede in handen van Joseph Haskenstilis. Hij liet er een nieuwe luxere hofstede bouwen en gaf hier tussen 1682 en 1692 de naam Duinvliet aan.
In 1811 kocht Willem Borski de buitenplaats. In 1848 werd het nog omschreven als een fraaie hofstede. De hofstede was drie decennia later in verval geraakt en werd omstreeks 1877/78 afgebroken. Tevens werden de vijvers gedempt, een gedeelte van het bos gekapt waarvoor een weiland in de plaats kwam. In 1940 werden de linden van het sterrenbos gekapt. Het terrein van het voormalige buiten werd later deels opnieuw met bomen beplant en deels als bouwland verkaveld.

## Recreatie
In dit bos groeien oude loofbomen en in de lente staat het vol met verschillende soorten stinsenplanten, zoals de daslook, de wilde hyacint en de blauwe anemoon.
In juni 2020 werd het oude Koepad tussen Duinvliet en het Ramplaankwartier gerenoveerd. Dit pad is een populair onderdeel van de wandel- en fietsroutes tussen Haarlem, Elswout en de rest van Nationaal Park Zuid-Kennemerland.
Akendam · Duinvliet · Bosch en Vaart · Bos en Hoven · Bellevue · Buitenrust · Eindenhout · Groen en Hout · Groenlust · Hogerwoerd · Hout en Baan · Huisduinen · Het Klooster · Meervliet · Memorandum · Middelhout · Middellaan · Oostenhout · Oosterhout · Oosterspaarne · Overhout · Overthoorn · Overton · Spaar en Hout · Spaarenhoven · Spaarenlommer · Spaarenoog · Spaarenvreugd · Spruitenbos · Uyt den Bosch · Vaartzicht · Veldlust · Vlietzorg · Vredenburgh · Vredenhof · Welgelegen · Zomerlust · Zwanenburg